# TNP2
TNP2‏ (Transition protein 2) هوَ بروتين يُشَفر بواسطة جين TNP2 في الإنسان.